# Историјски музеј Србије
Историјски музеј Србије је током више деценија постојања израстао у угледну и у јавности препознатљиву установу од националног значаја са важном културном, историјском и образовном улогом. То је музејска установа комплексног типа која има задатак да чува и остварује комуникацију јавности са националном историјском баштином.
Основан је 1963. године. Више од 35.000 предмета, распоређених у 25 збирки и фондова, пружа увид не само у политичку и војну већ и у друштвену и културну историју Србије, српског народа и других култура које су постојале и постоје на нашем тлу од досељавања Словена на Балкан до савременог доба. Музеј сваке године приреди више добро посећених и медијски пропраћених тематских изложби. У току свог пола века дугог рада, Музеј је организовао репрезентативне изложбе које су приказиване не само у Београду и другим градовима у земљи него и у Европи, Африци, Аустралији и САД. Историјски музеј је такође угостио бројне изложбе из Русије, Немачке, Румуније, Бугарске и других земаља.
Изложбени простор Музеја се налази на Тргу Николе Пашића бр. 11 у згради некадашње Аграрне банке, изграђене по пројекту браће Крстић између 1932. и 1934. године.
У саставу Музеја од 1966. године налази се и Конак кнеза Милоша у Топчидеру, препознатљив примерак балканске архитектуре и за дуго једини изложбени простор Музеја.
Историјски музеј Србије је добитник Вукове награде 1997. године и Сретењског ордена трећег степена, додељеног 2013. године за нарочите заслуге у области културних делатности поводом 50 година постојања и успешног рада.

## Историјат
Историјски музеј Србије је музејска установа комплексног типа која има задатак да прикупља, чува, изучава, стручно и научно обрађује материјална сведочанства историје Србије, одржава и попуњава музејске збирке, као и информације и документацију о њима и чини их доступним јавности. Задатак Музеја је и да на одговоран и стручан начин кроз музејске поставке артикулише и интерпретира знања о прошлости Србије и српског народа, као и осталих народа и култура на територији Србије, и остварује комуникацију јавности са националном историјском баштином.
Оснивање Музеја текло је у неколико фаза. Први покушај, који није остварен, учињен је 1950. године доношењем Уредбе о оснивању Историјског музеја НР Србије. Други покушај учињен је 1954. године поводом обележавања 150-годишњице подизања Првог српског устанка, када је направљена изложба посвећена овој теми која је потом пренета у Конак кнеза Милоша Обреновића у Топчидеру. Тако је формиран Музеј Првог српског устанка, чија се концепција заснивала на обради материјала Првог (1804–1813) и Другог српског устанка (1815) као догађаја од изузетне важности за српски народ, којима је започет процес установљавања модерне српске државе и њеног признавања као независног међународног субјекта.
Коначно, уредбом Извршног већа Народне скупштине НР Србије од 20. фебруара 1963. године основан је Историјски музеј Србије због, како се наводи, потребе постојања „једног музеја општег типа који би свестрано приказивао богату историју српског народа“. Новооснованој установи припојен је Музеј Првог српског устанка, а Конак кнеза Милоша, изузетан примерак балканске архитектуре, дуго је био једини изложбени простор Музеја.
Према Решењу о утврђивању надлежности музеја према врстама уметничко-историјских дела и према територији, Историјски музеј Србије је надлежан за обављање послова заштите уметничко-историјских дела од значаја за историју Србије.
Историјске збирке у Историјском музеју данас формиране су управо на основу ове надлежности, узимајући у обзир пре свега различит материјал од којих су предмети израђени, различите услове њиховог чувања, али и лакше и прегледније вођење евиденција, односно документације о њима. Првобитно јединствено устројство Историјске збирке, у коју су били укључени и предмети од којих су касније формиране Ликовна и Збирка примењене уметности, напуштено је кад се музејски фонд увећао. Археолошка, Нумизматичка и Етнографска збирка, Збирка копија фресака и икона, Збирка архивалија, Збирка старе и ретке књиге, као и фондови Милутиновића и Валтровића, Ђорђа Станојевића и Јована Илкића од почетка су конституисани као посебне целине.
У последњих неколико година створили су се услови за формирање нових збирки, што је последица сагледавања потребе да се концепција Музеја, а самим тим и сакупљачка политика куће, прошири и обухвати оне идеје, феномене и догађаје који су кроз сложене и богате историјске процесе значајно утицали на прошлост Србије а који су до сада били занемарени. Музејски фонд је данас организован у двадесет пет збирки и фондова и броји око 35.000 предмета.
Музеј најчешће објављује публикације које прате изложбе, затим друга посебна издања у оквиру разних истраживачких пројеката, као и своју сталну публикацију Зборник ИМС-а, чији су први бројеви (1954–1965) изашли у Музеју Првог српског устанка. Музеј је до 2014. године објавио више од 210 публикација.
На основу анализе постојећих облика и начина документовања података о музејским предметима не само у Историјском музеју него и у свим другим институцијама културе које у својим фондовима имају уметничко-историјска културна добра за које је надлежан, Историјски музеј је израдио пројекат информационог система који је обухватио не само документацију збирки него и документацију основне делатности Музеја, стварајући тако централну документацију Музеја у информатичком и музеолошком, односно стручном смислу.

## Музеј данас

### Изложбени простор Историјског музеја Србије
У изложбеном простору Историјског музеја Србије на Тргу Николе Пашића бр. 11 се организују повремене тематске изложбе, као и гостујуће изложбе других музеја и сродних институција.
У протеклом периоду су се, посетама и публицитетом, пре свих издвојиле изложбе:
“Медиала- тренутак садашњи” (2006), “Учинимо историју видљивом” (2008), “Убиство владара – О феномену политичког убиства у Србији у 19. и првој половини 20. века” (2008), “Сеоба моје душе” (2009), “Бити лепа. Фотографије и самопрезентације: слике жене у Србији (1918–1940)” (2011), “Повеље и дипломе од 17. до 20. века” (2011), “Кад оружје утихне... Оружје и војна опрема из Збирке Историјског музеја Србије” (2012), “Карађорђевићи и Обреновићи у збиркама Историјског музеја Србије” (2013), “Имагинарни Балкан. Идентитети и сећање у дугом 19. веку” (2013) и “Дунавски аласи” (2014).
У последњој деценији Музеј је приређивао или био домаћин многим иностраним ликовним изложбама: “Савремена египатска скулптура” (2009), “Нова слика: Савремено кинеско сликарство тушем” (2009) и “Савремено словачко сликарство” (2010).
Поред поменутих, Музеј је у последњој деценији реализовао и значајне поставке у Галерији САНУ “Службено одело у Србији у 19. и 20. веку” (2002), “Први српски устанак и обнова српске државе” (2004) и “Икона – српска духовна и историјска слика” (2011) и у Галерији Дома Војске “Милунка Савић – хероина Великог рата” (2013).
Пре добијања простора на Тргу Николе Пашића 2005. године, Музеј је своје изложбе приређивао у Конаку кнеза Милоша и у другим институцијама: “Животни пут Васе Пелагића” (1970), “Народни устанак у Србији 1804.” (1972), “Заробљенички и концентрациони логори – насиље и отпор” (1977), “Драгојло Дудић – животни пут једног сељака, књижевника и револуционара” (1977), “Занати на тлу Србије” (1978), “Излози српског ученог друштва” (1979), “Оружје и опрема средњовековног ратника у Србији” (1981), “Графика 19. века као историјски извор” (1986), “Обреновићи из заоставштине” (1996) и “Р. А. Рајс – сведок истине о Србији 1914–1918.” (1997).

## Галерија експоната
- Карађорђе у заклетви рад Петра Палавичинија 1937.
- Карађорђев печатни прстен 1811.
- Карађорђеви пиштољи кремењаци леденице, П. Цабона XVIII-XIX век.
- Дивити.
- Посмртна маска
 кнеза Милоша.
- Долама кнеза Милоша.
- Коса Љубице Обреновић.
- Кнегиња Јулија Обреновић, литографија Анастаса Јовановића 1854.
- Венчање кнеза Михаила са грофицом Јулијом Хуњади литографија непознатог аутора.
- Кнез Александар Карађорђевић копија непознатог мајстора по Јоханесу Бесу.
- Кнез Александар Карађорђевић литографија непознатог аутора.
- Жардињера Милана Обреновића, Ј. К. Клинкош, Беч XIX век.
- Биста краљице Наталије Обреновић, рад Алајоша Штробла, гипс
- Биста престолонаследника Александра Обреновића, радионица Х. Зиманија, 1889.
- Биста француског председника Карноа, порцелан, непознати аутор.
- Скиптар краља Петра I Карађорђевића.
- Круна, копча за плашт и шар краља Петра I Карађорђевића.
- Крунидбени плашт краља Петра I Карађорђевића.
- Крунисање Петра Карађорђевића.
- Крунисање Петра Карађорђевића.
- Петар I Карађорђевић рад Рудолфа Валдеца 1904.
- Петар I Карађорђевић рад Душана Јовановића Ђукина.
- Краљ Петар I Карађорђевић, пастел М. Борисављевића.
- Паја Јовановић, Краљ Александар Карађорђевић, уље на платну.
- Посмртна маска краља Александра I Карађорђевића.
- Грб краљевског дома Карађорђевића.
- Душан Јовановић Ђукин, Петар II Карађорђевић, бронза.

### Пратећи садржаји
Поред изложбеног простора на тргу Николе Пашића, музејска сувенирница се налази и у Конаку кнеза Милоша, где посетиоци могу да набаве публикације у издању Музеја и разноврсне сувенире. На обе локације се повремено организују и пратећи садржаји у виду концерата, промоција књига, предавања и слично.

## Музејски депанданс
У саставу Историјског музеја Србије налази се и Конак кнеза Милоша у Топчидеру.

### Конак кнеза Милоша у Топчидеру
Конак кнеза Милоша Обреновића (1815–1839, 1858–1860) је подигнут 1831. године, након што је Србија добила аутономни статус у оквиру Османског царства, а кнез Милош наследно кнежевско достојанство. Зграда је изграђена у стилу уобичајеном за репрезентативне османске резиденције. Конак је био летња резиденција кнеза Милоша и његово омиљено место боравка.
У њему је и умро 1860. године.
У Конаку кнеза Милоша у Топчидеру априла 2013. године је отворена нова стална поставка.
У приземљу посетиоци могу да виде шест амбијенталних излагачких целина у оквиру поставке под називом „Живот у Србији у 19. веку“, које приказују промене у начину живота у Србији у 19. веку. Делимично су реконструисани амбијенти грађанске куће оријенталног и европског стила, приказане су разлике између сеоског и градског домаћинства кроз културу исхране, затим интимни свет појединца, формирање јавног простора и путовања.
У приземљу је такође дат осврт на Топчидер, тадашњу периферију Београда, где је кнез Милош 1831. године подигао ово здање, и његову нераскидиву повезаност са породицом Обреновић.
Својом структуром, неокласицистичким елементима на фасадама и унутрашњом декорацијом, грађевина спада у репрезентативне резиденције какве су се у то време подизале широм Османског царства. Типично за богате приватне резиденције, и Конак кнеза Милоша је главном фасадом окренут ка врту, тј. Топчидерском парку, који у другој половини 19. века постаје омиљено београдско излетиште.
Поставка у просторијама на спрату под називом „Милош Обреновић – династија, историја, мит“ је посвећена творцу модерне српске државе кнезу Милошу, његовим заслугама за ослобођење од османске власти, као и значају који су његови наследници, све до силаска династије Обреновић са политичке сцене 1903. године, имали у српској историји 19. века: остваривање пуне независности, изградња модерних политичких и друштвених институција, успон просвете, културе и науке, као и привредног и друштвеног живота.